# César du meilleur scénario original ou adaptation

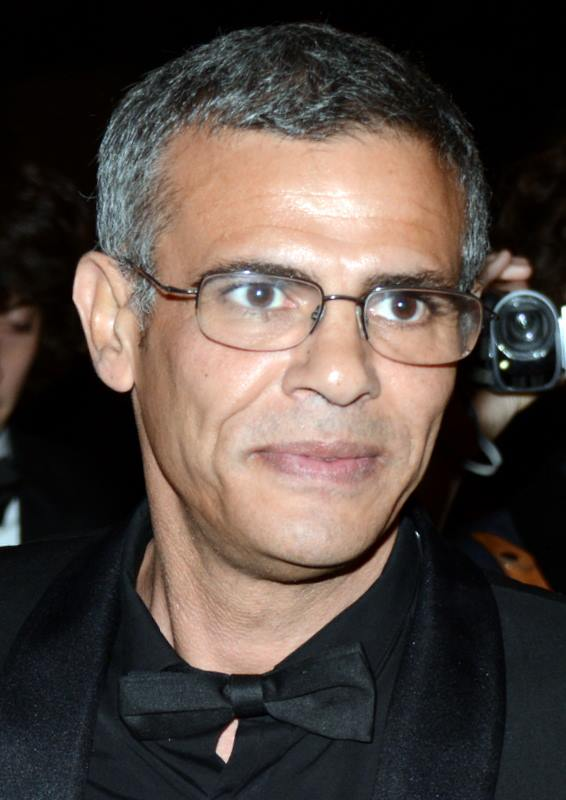
Abdellatif Kechiche a reçu le César en 2005 pour l'Esquive.

Le César du meilleur scénario original ou adaptation est une ancienne récompense cinématographique française décernée par l'Académie des arts et techniques du cinéma de 1976 à 1982 puis de 1986 à 2005.
De 1976 à 1982, le prix s'intitule « meilleur scénario, dialogue ou adaptation ». Entre 1983 et 1985, le prix est scindé en deux (« meilleur scénario original » et « meilleure adaptation ») avant de revenir à un seul prix quelle que soit sa nature, et ce jusqu'à 2006, année à partir de laquelle la distinction est à nouveau faite.

## Palmarès

### Années 1970
De 1976 à 1982 : meilleur scénario, dialogue ou adaptation.
- 1976 : Que la fête commence – Bertrand Tavernier et Jean Aurenche
  - Sept morts sur ordonnance – Georges Conchon et Jacques Rouffio
  - Le Vieux Fusil – Robert Enrico et Pascal Jardin
  - Cousin, Cousine – Jean-Charles Tacchella
- 1977 : Le Juge et l'Assassin – Jean Aurenche et Bertrand Tavernier
  - La Meilleure Façon de marcher – Luc Béraud et Claude Miller
  - Un éléphant ça trompe énormément – Jean-Loup Dabadie
  - Le Jouet – Francis Veber
- 1978 : Providence – David Mercer
  - Mort d'un pourri – Michel Audiard (adapté du roman homonyme de Raf Vallet)
  - Cet obscur objet du désir – Luis Buñuel et Jean-Claude Carrière (adapté du roman La Femme et le Pantin de Pierre Louÿs)
  - Nous irons tous au paradis – Jean-Loup Dabadie
- 1979 : Le Dossier 51 – Gilles Perrault et Michel Deville (adapté du roman homonyme de Gilles Perrault)
  - L'Argent des autres – Christian de Chalonge et Pierre Dumayet
  - Le Sucre – Georges Conchon et Jacques Rouffio (adapté du roman homonyme de Georges Conchon)
  - Une histoire simple – Jean-Loup Dabadie et Claude Sautet

### Années 1980
- 1980 : Buffet froid – Bertrand Blier
  - La Drôlesse – Jacques Doillon
  - I... comme Icare – Didier Decoin et Henri Verneuil
  - Série noire – Alain Corneau et Georges Perec (adapté du roman A Hell of a Woman de Jim Thompson)
- 1981 : Le Dernier Métro – François Truffaut et Suzanne Schiffman
  - Mon oncle d'Amérique – Jean Gruault (d'après les travaux scientifiques d'Henri Laborit)
  - Atlantic City – John Guare
  - La Mort en direct – David Rayfiel et Bertrand Tavernier (adapté du roman The Continuous Katherine Mortenhoe, or The Unsleeping Eye de David Compton)
- 1982 : Garde à vue – Jean Herman, Michel Audiard et Claude Miller (adapté du roman Brainwash (À table !) de John Wainwright
  - Coup de torchon – Jean Aurenche et Bertrand Tavernier (adapté du roman 1 275 âmes de Jim Thompson)
  - La Guerre du feu – Gérard Brach (adapté du roman éponyme de Rosny Aîné)
  - Une étrange affaire – Christopher Frank, Pierre Granier-Deferre et Jean-Marc Roberts (adapté du roman Affaires étrangères de Jean-Marc Roberts)

De 1986 à 2005 : meilleur scénario original ou adaptation.
- 1986 : Trois hommes et un couffin – Coline Serreau
  - Rendez-vous – Olivier Assayas et André Téchiné
  - On ne meurt que deux fois – Michel Audiard et Jacques Deray (adapté du roman homonyme de Robin Cook)
  - L'Effrontée – Luc Béraud, Claude Miller, Annie Miller et Bernard Stora (librement adapté du roman Frankie Addams de Carson McCullers)
  - Péril en la demeure – Michel Deville (adapté du roman Sur la terre comme au ciel de René Belletto)
- 1987 : Thérèse – Camille de Casabianca et Alain Cavalier
  - Jean de Florette – Claude Berri et Gérard Brach (adapté du roman homonyme de Marcel Pagnol)
  - Tenue de soirée – Bertrand Blier
  - Les Fugitifs – Francis Veber
- 1988 : Au revoir les enfants – Louis Malle
  - Tandem – Patrick Dewolf et Patrice Leconte
  - Le Grand Chemin – Jean-Loup Hubert (adapté du roman homonyme de Jean-Loup Hubert)
  - L'Ami de mon amie – Éric Rohmer
  - La Passion Béatrice – Colo Tavernier
- 1989 : La vie est un long fleuve tranquille – Étienne Chatiliez et Florence Quentin
  - La Petite Voleuse – Luc Béraud, François Truffaut, Claude de Givray et Annie Miller
  - La Lectrice – Michel Deville et Rosalinde Deville (adapté du roman homonyme de Raymond Jean)
  - Drôle d'endroit pour une rencontre – François Dupeyron et Dominique Faysse

### Années 1990
- 1990 : Trop belle pour toi – Bertrand Blier
  - La Vie et rien d'autre – Jean Cosmos et Bertrand Tavernier
  - Force majeure – Pierre Jolivet et Olivier Schatzky
  - Un monde sans pitié – Éric Rochant
- 1991 : La Discrète – Jean-Pierre Ronssin et Christian Vincent
  - Cyrano de Bergerac – Jean-Claude Carrière et Jean-Paul Rappeneau (adapté de la pièce de théâtre homonyme d'Edmond Rostand)
  - Le Petit Criminel – Jacques Doillon
  - Le Mari de la coiffeuse – Claude Klotz et Patrice Leconte
- 1992 : Delicatessen – Jean-Pierre Jeunet, Marc Caro et Gilles Adrien
  - Merci la vie – Bertrand Blier
  - Tous les matins du monde – Alain Corneau et Pascal Quignard (adapté du roman homonyme de Pascal Quignard)
  - Van Gogh – Maurice Pialat
- 1993 : La Crise – Coline Serreau
  - L.627 – Michel Alexandre et Bertrand Tavernier
  - Les Nuits fauves – Cyril Collard (adapté du roman homonyme de Cyril Collard)
  - La Sentinelle – Arnaud Desplechin
  - Un cœur en hiver – Jacques Fieschi et Claude Sautet
- 1994 : Smoking / No Smoking – Agnès Jaoui et Jean-Pierre Bacri (adapté de la pièce de théâtre Intimate Exchanges d'Alan Ayckbourn)
  - Germinal – Claude Berri et Arlette Langmann-Ramonet (adapté du roman homonyme d'Émile Zola)
  - Ma saison préférée – Pascal Bonitzer et André Téchiné
  - Les Visiteurs – Christian Clavier et Jean-Marie Poiré
  - Trois Couleurs : Bleu –  Krzysztof Kieślowski et Krzysztof Piesiewicz
- 1995 : Les Roseaux sauvages – André Téchiné, Olivier Massart et Gilles Taurand
  - Regarde les hommes tomber – Jacques Audiard et Alain Le Henry (adapté du roman Triangle (Un trio sans espoir) de Teri White)
  - Grosse fatigue – Michel Blanc
  - La Reine Margot – Patrice Chéreau et Danièle Thompson (adapté du roman homonyme d'Alexandre Dumas)
  - Trois Couleurs : Rouge –  Krzysztof Kieślowski et Krzysztof Piesiewicz
- 1996 : Gazon maudit – Telsche Boorman et Josiane Balasko
  - La Cérémonie – Claude Chabrol et Caroline Eliacheff (adapté du roman L'analphabète de Ruth Rendell)
  - Nelly et Monsieur Arnaud – Jacques Fieschi et Claude Sautet
  - La Haine – Mathieu Kassovitz
  - Le bonheur est dans le pré – Florence Quentin
- 1997 : Un air de famille – Cédric Klapisch, Agnès Jaoui et Jean-Pierre Bacri (adapté de la pièce de théâtre homonyme d'Agnès Jaoui et Jean-Pierre Bacri)
  - Pédale douce – Gabriel Aghion et Patrick Timsit
  - Un héros très discret – Jacques Audiard et Alain Le Henry (adapté du roman homonyme de Jean-François Deniau)
  - Capitaine Conan – Jean Cosmos et Bertrand Tavernier (adapté du roman homonyme de Roger Vercel)
  - Ridicule – Rémi Waterhouse
- 1998 : On connaît la chanson – Agnès Jaoui et Jean-Pierre Bacri
  - Le Cousin – Michel Alexandre et Alain Corneau
  - Nettoyage à sec – Anne Fontaine et Gilles Taurand
  - Western – Jean-François Goyet et Manuel Poirier
  - Marius et Jeannette – Robert Guédiguian et Jean-Louis Milesi
- 1999 : Le Dîner de cons – Francis Veber (adapté de la pièce de théâtre homonyme de Francis Veber)
  - La Vie rêvée des anges – Roger Bohbot et Érick Zonca
  - Ceux qui m'aiment prendront le train – Patrice Chéreau, Danièle Thompson et Pierre Trividic
  - Place Vendôme – Jacques Fieschi et Nicole Garcia
  - Train de vie – Radu Mihaileanu

### Années 2000
- 2000 : Vénus Beauté (Institut) – Tonie Marshall
  - La Maladie de Sachs – Michel Deville et Rosalinde Deville (adapté du roman homonyme de Martin Winckler)
  - La Fille sur le pont – Serge Frydman
  - Ma petite entreprise – Pierre Jolivet et Simon Michaël
  - La Bûche – Christopher Thompson et Danièle Thompson
- 2001 : Le Goût des autres – Agnès Jaoui et Jean-Pierre Bacri
  - Ressources humaines – Laurent Cantet et Gilles Marchand
  - Harry, un ami qui vous veut du bien – Gilles Marchand et Dominik Moll
  - Saint-Cyr – Patricia Mazuy et Yves Thomas (adapté du roman La Maison d'Esther de Yves Dangerfield)
  - Une affaire de goût – Bernard Rapp et Gilles Taurand (adapté du roman Goûter n'est pas joué de Philippe Balland)
- 2002 : Sur mes lèvres – Jacques Audiard et Tonino Benacquista
  - La Chambre des officiers – François Dupeyron (adapté du roman homonyme de Marc Dugain)
  - Le Fabuleux Destin d'Amélie Poulain – Jean-Pierre Jeunet et Guillaume Laurant
  - Chaos – Coline Serreau
  - No Man's Land – Danis Tanovic
- 2003 : Amen. – Costa-Gavras et Jean-Claude Grumberg (adapté de la pièce de théâtre Le Vicaire de Rolf Hochhulth)
  - Embrassez qui vous voudrez – Michel Blanc (adapté du roman Vacances Anglaises de Joseph Connolly)
  - Le Pianiste (The Pianist) – Ronald Harwood (adapté des mémoires homonymes de Władysław Szpilman)
  - L'Auberge espagnole – Cédric Klapisch
  - Huit Femmes – François Ozon et Marina de Van (adapté de la pièce de théâtre homonyme de Robert Thomas)
- 2004 : Les Invasions barbares – Denys Arcand
  - Un couple épatant, Cavale et Après la vie – Lucas Belvaux
  - Depuis qu'Otar est parti... – Julie Bertuccelli, Roger Bohbot et Bernard Renucci
  - Stupeur et Tremblements – Alain Corneau (adapté du roman homonyme d'Amélie Nothomb)
  - Bon Voyage – Patrick Modiano et Jean-Paul Rappeneau
- 2005 : L'Esquive – Abdellatif Kechiche et Ghalia Lacroix
  - Rois et Reine – Roger Bohbot et Arnaud Desplechin
  - Comme une image – Jean-Pierre Bacri et Agnès Jaoui
  - Un long dimanche de fiançailles – Guillaume Laurant et Jean-Pierre Jeunet (adapté du roman homonyme de Sébastien Japrisot)
  - 36 quai des Orfèvres – Dominique Loiseau, Franck Mancuso, Olivier Marchal et Julien Rappeneau

Depuis 2006, 2 catégories : Meilleur scénario original et Meilleure adaptation.